# Picpus (métro de Paris)
Pour les articles homonymes, voir Picpus.
Picpus est une station de la ligne 6 du métro de Paris, située dans le 12e arrondissement de Paris.

## Situation
La station est établie sous l'avenue de Saint-Mandé, à l'ouest de l'intersection avec le boulevard de Picpus. Orientée selon un axe est-ouest, elle s'intercale entre la station aérienne Bel-Air et le terminus de Nation, dont elle précède la boucle terminale.

## Histoire
La station est ouverte le 1er mars 1909 avec la mise en service du premier tronçon de la ligne 6 entre Place d'Italie et Nation.
Elle doit sa dénomination initiale de Saint-Mandé à son implantation sous l'avenue éponyme, ainsi nommée parce qu'elle conduisait à la commune de Saint-Mandé.
Le 1er mars 1937, elle change de nom au profit de Picpus afin d'éviter toute confusion avec la station Tourelle (aujourd'hui Saint-Mandé) du prolongement oriental de la ligne 1, elle-même renommée Saint-Mandé - Tourelle le 26 avril suivant. La station de la ligne 6 est ainsi la deuxième d'une série de trois sur le réseau à avoir cédé son appellation inaugurale à une station plus récente, après Saint-Placide sur la ligne 4 et avant Avenue Émile-Zola sur la ligne 10.
Son nouveau nom vient de sa proximité avec le boulevard de Picpus, lequel délimite le quartier éponyme par l'est, dont la dénomination renvoie à l'ancien hameau de Pique-Puce.
En sous-titre, la station porte également le nom de Courteline, en raison du fait que, au-delà de l'avenue de Saint-Mandé, la station dessert également l'avenue Courteline, en souvenir de Georges Courteline (1858-1929), de son vrai nom Georges Moinaux, auteur français de comédies satiriques.
Dans le cadre du programme « Renouveau du métro » de la RATP, les couloirs de la station et l'éclairage des quais ont été rénovés le 6 mai 2003.
Selon les estimations de la RATP, la station a vu entrer 1 302 314 voyageurs en 2019, ce qui la place à la 283e position des stations de métro pour sa fréquentation sur 302,. En 2020, avec la crise du Covid-19, son trafic annuel tombe à 595 063 voyageurs, la reléguant alors au 284e rang sur 304,, avant de remonter progressivement en 2021 avec 931 602 entrants comptabilisés, ce qui la rétrograde cependant à la 285e position des stations du réseau pour sa fréquentation cette année-là.

## Services aux voyageurs

### Accès

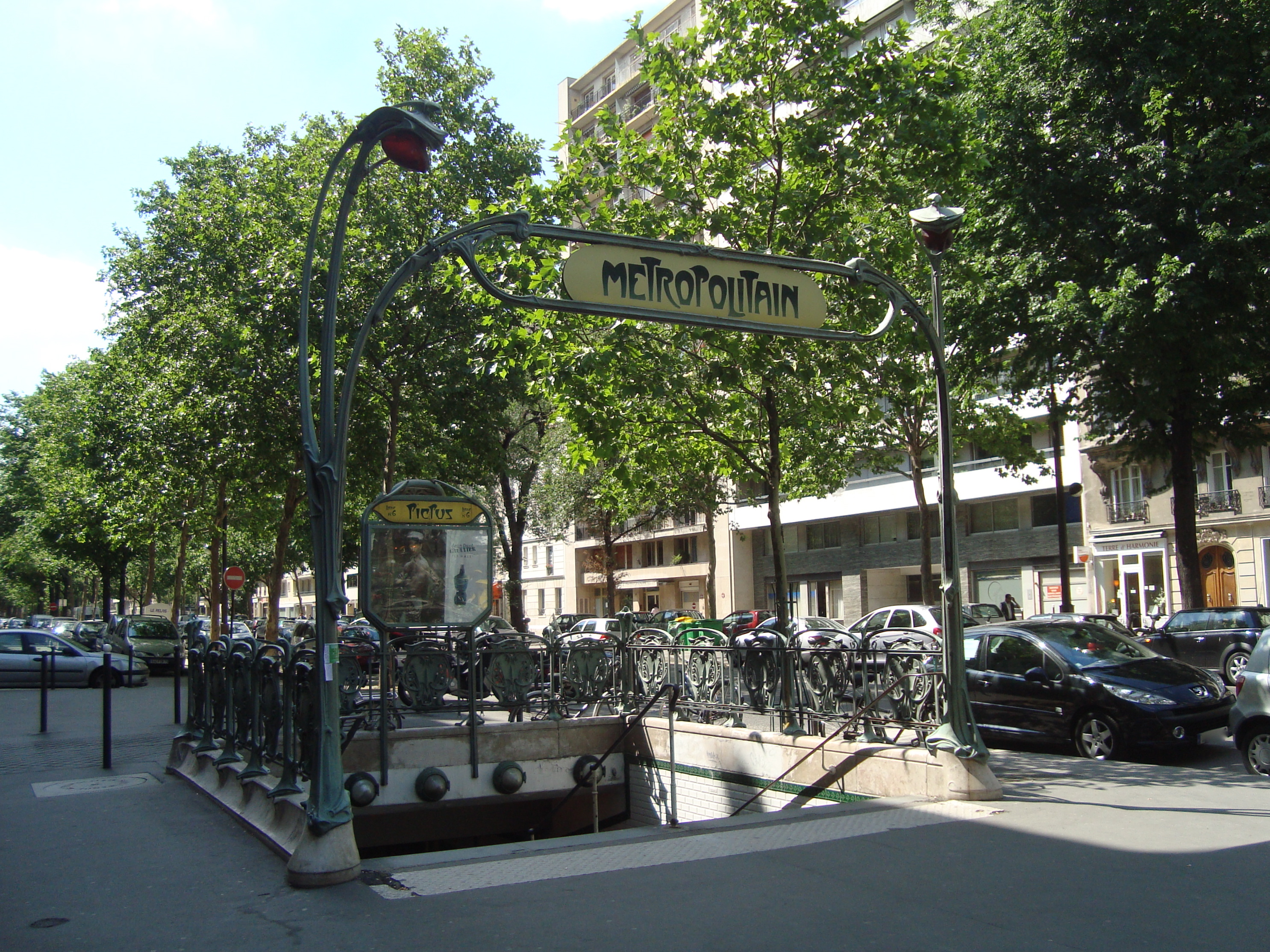
L'unique entrée de la station.

La station dispose d'un unique accès intitulé « avenue de Saint-Mandé », débouchant au droit no 46 de cette avenue. Constitué d'un escalier fixe, il est orné d'un édicule Guimard, lequel fait l'objet d'une inscription au titre des monuments historiques par l'arrêté du 12 février 2016.

### Quais
Picpus est une station de configuration standard : elle possède deux quais séparés par les voies du métro et la voûte est elliptique. La décoration est du style utilisé pour la majorité des stations du métro : les bandeaux lumineux sont blancs et arrondis dans le style « Gaudin » du renouveau du métro des années 2000, et les carreaux en céramique blancs biseautés recouvrent les piédroits, les tympans et les débouchés des couloirs. La voûte est enduite et peinte en blanc. Les cadres publicitaires sont métalliques et le nom de la station est inscrit en lettres capitales sur plaques émaillées. Les sièges de style « Motte » sont de couleur bleue.

### Intermodalité
La station est desservie par les lignes 29 et 56 du réseau de bus RATP.

## À proximité
- Square Courteline
- Jardin Debergue - Rendez-Vous
- Cimetière de Picpus, où est enterré notamment le général La Fayette
- Église de l'Immaculée-Conception de Paris
- Hôpital Rothschild

## Culture
La station de métro Picpus est citée dans plusieurs chansons d'artistes français :
- Sacha Distel : La petite puce (45 tours, 1966)
- Renan Luce : Les gens sont fous (album Le Clan des Miros, 2009) ;
- Java : Métro (album Hawaii, 2000).